# Grand Prix Holandii 1965

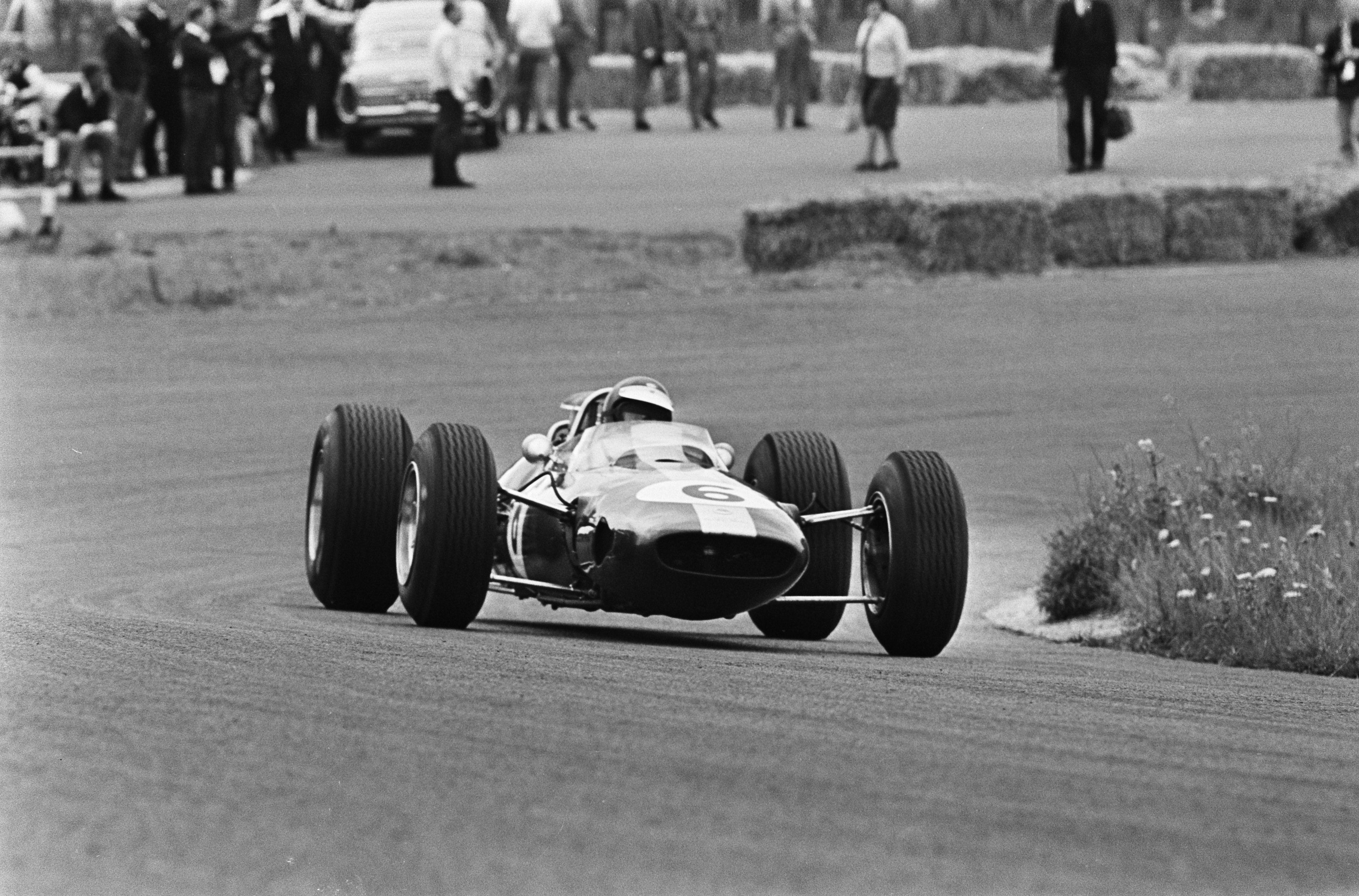
Jim Clark podczas Grand Prix Holandii 1965

Grand Prix Holandii 1965 (oryg. Grote Prijs van Nederland) – 6. runda Mistrzostw Świata Formuły 1 w sezonie 1965, która odbyła się 18 lipca 1965, po raz 11. na torze Zandvoort.
13. Grand Prix Holandii, 11. zaliczane do Mistrzostw Świata Formuły 1.

## Klasyfikacja
| Legenda oznaczeń w tabelach wyników Wyświetl szablon na nowej stronie | Legenda oznaczeń w tabelach wyników Wyświetl szablon na nowej stronie                                                                     |
| Oznaczenie                                                            | Wyjaśnienie |
| --------------------------------------------------------------------- | --- |
| Złoty                                                                 | Zwycięzca lub mistrzostwo |
| Srebrny                                                               | 2. miejsce lub wicemistrzostwo |
| Brązowy                                                               | 3. miejsce lub II wicemistrzostwo |
| Zielony                                                               | Ukończył, punktował (w klasyfikacji generalnej, gdy zdobył co najmniej jeden punkt na przestrzeni sezonu, poza trzema powyższymi opcjami) |
| Niebieski                                                             | Ukończył, nie punktował (w klasyfikacji generalnej, gdy nie zdobył co najmniej jednego punktu na przestrzeni sezonu)                      |
| Czerwony                                                              | Nie zakwalifikował się (NZ) |
| Czerwony                                                              | Nie prekwalifikował się (NPK) |
| Różowy                                                                | Nie ukończył (NU) |
| Różowy                                                                | Niesklasyfikowany (NS) (w klasyfikacji generalnej, gdy nie został sklasyfikowany w żadnym wyścigu sezonu)                                 |
| Czarny                                                                | Zdyskwalifikowany (DK) |
| Czarny                                                                | Wykluczony (WYK/EX) |
| Biały                                                                 | Nie wystartował (NW) |
| Biały                                                                 | Kontuzjowany (K/INJ) |
| Biały                                                                 | Wyścig odwołany (OD/C) |
| Bez koloru                                                            | Został wycofany (WYC/WD) |
| Bez koloru                                                            | Nie przybył (NP/DNA) |
| Bez koloru                                                            | Nie brał udziału w treningach (NT/DNP) |
| Bez koloru                                                            | Nie został zgłoszony (–) |
| Pogrubienie                                                           | Start z pole position |
| Kursywa                                                               | Najszybsze okrążenie wyścigu |
| †                                                                     | Nie ukończył, ale jego rezultat został zaliczony ze względu na przejechanie więcej niż 90% dystansu wyścigu.                              |
| *                                                                     | Sezon w trakcie |
| 1/2/3                                                                 | Punktowana pozycja w sprincie kwalifikacyjnym                                                                                             |
| Lista systemów punktacji Formuły 1                                    | |

| Poz | Nr                | Kierowca        | Konstruktor    | Okrążenia | Czas/Powód NU      | Poz. start. | Punkty |
| --- | ----------------- | --------------- | -------------- | --------- | ------------------ | ----------- | ------ |
| 1   | 6                 | Jim Clark       | Lotus-Climax   | 80        | 2:03'59.1          | 2           | 8      |
| 2   | 12                | Jackie Stewart  | BRM            | 80        | +08,0              | 6           | 6      |
| 3   | 16                | Dan Gurney      | Brabham-Climax | 80        | + 13,0             | 5           | 4      |
| 4   | 10                | Graham Hill     | BRM            | 80        | + 45,1             | 1           | 3      |
| 5   | 14                | Denny Hulme     | Brabham-Climax | 79        | + 1 okr.           | 7           | 2      |
| 6   | 22                | Richie Ginther  | Honda          | 79        | + 1 okr.           | 3           | 1      |
| 7   | 2                 | John Surtees    | Ferrari        | 79        | + 1 okr.           | 4           |        |
| 8   | 8                 | Mike Spence     | Lotus-Climax   | 79        | + 1 okr.           | 8           |        |
| 9   | 4                 | Lorenzo Bandini | Ferrari        | 79        | + 1 okr.           | 12          |        |
| 10  | 38                | Innes Ireland   | Lotus-BRM      | 78        | + 2 okr.           | 13          |        |
| 11  | 30                | Frank Gardner   | Brabham-BRM    | 77        | + 3 okr.           | 11          |        |
| 12  | 34                | Richard Attwood | Lotus-BRM      | 77        | + 3 okr.           | 17          |        |
| 13  | 28                | Jo Siffert      | Brabham-BRM    | 55        | + 25 okr.          | 10          |        |
|     | Niesklasyfikowani |                 |                |           |                    |             |        |
| NS  | 20                | Jochen Rindt    | Cooper-Climax  | 48        | ciśnienie oleju    | 14          |        |
| NS  | 18                | Bruce McLaren   | Cooper-Climax  | 36        | dyferencjał        | 9           |        |
| NS  | 26                | Joakim Bonnier  | Brabham-Climax | 16        | silnik             | 15          |        |
| NS  | 36                | Bob Anderson    | Brabham-Climax | 11        | przegrzanie/silnik | 16          |        |